# 433 إروس
433 إروس (بالإنجليزية: 433 Eros)‏ هو كويكب قريب من الأرض من النوع S يبلغ قطره الأقصى حوالي 34 كيلومتراً، ممَّا يجعله ثاني أكبر كويكب قريب من الأرض بعد 1036 غانيميد. اكتشف كويكب 433 إروس في سنة 1898، وبالتالي فإنَّه أقدم كويكب قريب من الأرض اكتشف في التاريخ، كما كان أول كويكب في التاريخ يدور حوله مسبار فضائي (حيث أرسلت له سنة 2000 مهمة نير شوميكر). ينتمي إروس إلى مجموعة كويكبات أمور.
يتقاطع مدار كويكب 433 إروس مع مدار كوكب المريخ، وذلك يجعله ضمن منطقة مدارية مضطربة ديناميكياً، حيث أنَّ تأثير قوة جاذبية المشتري وحزام الكويكبات على هذه المنطقة يجعلها غير مستقرَّة، ولا تصمد الأجرام التي فيها عادةً لأكثر من بضع مئات من السنين قبل أن تتغير مداراتها تغيُّراً تاماً. تشير دراسات مدار 433 إروس إلى أنَّ مداره سيصبح متقاطعاً في المستقبل مع مدار الأرض خلال مدة قصيرة جداً، قد لا تزيد عن مليوني سنة. يوجد احتمال أن يصطدم هذا الكويكب بالأرض في المستقبل البعيد، وإذا ما حدث وإن اصطدم بها فإنَّه سيترك أثراً شبيهاً بحفرة تشيكسولوب التي سبَّبت انقراض العصر الطباشيري-الثلاثي.
زارت مركبة ملتقي الكويكبات القريبة من الأرض كويكب 433 إروس عن قربٍ في سنة 1998، وظلَّت تدور حوله حتى سنة 2000 لتلقط صوراً لسطحه وتجمع بيانات عديدة عنه. انتهت المهمة في 12 فبراير سنة 2001 بمحاولة هبوطٍ فاشلة للمركبة على سطح الكويكب.

## نظرة تاريخية

### الاكتشاف
اكتُشف إروس في 13 أغسطس 1898 من قبل كارل جوستاف ويت في مرصد برلين أورانيا وأوغست تشارلويس في مرصد نيس. كان ويت يقوم برصد نجم سعد السعود لمدة ساعتين لتحديد المواضع الفلكية للكويكب 185 يونيكي.

### الدراسات اللاحقة
خلال حدث التقابل بين عامي 1900 و1901، أُطلِق برنامج عالمي لإجراء قياسات تزيح لإروس لتحديد التزيح الشمسي (أي المسافة إلى الشمس)، وقد نُشرت النتائج عام 1910 من قبل آرثر هينكس من كامبريدج. ثم أُطلِق برنامج مماثل، عندما اقترب إروس أكثر، بين عامي 1930 و1931 من قبل هارولد سبنسر جونز. بقيت قيمة الوحدة الفلكية (المساوية تقريبًا للمسافة بين الأرض والشمس) التي قيست خلال البرنامج كما هي حتى عام 1968، عندما بدأت أساليب التزيح الراداري والديناميكي في توفير قياسات أكثر دقة.
كان إروس أول كويكب اكتشفه نظام رادار مرصد أريسيبو.
كان إروس من أولى الكويكبات التي زارتها مركبات فضائية، وكان أول كويكب تدخل مركبةٌ فضائية في مدار حوله وتهبط عليه. دخلت مركبة ملتقي الكويكبات القريبة من الأرض شوميكر (نيير شوميكر) في مدار حول إروس في عام 2000، وهبطت عليه عام 2001.

### عبور مدار المريخ
إروس هو كويكب عابر لمدار المريخ، وهو أول الكويكبات المُكتشفة التي تعبر مدار المريخ. يمكن أن تبقى هذه الأجرام في هذا المدار لبضعة مئات الملايين من السنين فقط قبل أن يتعرض المدرار للاضطراب نتيجة تفاعلات الجاذبية. تشير عمليات التكامل الديناميكية إلى أن إروس قد يتطور ليصبح كويكبًا عابرًا لمدار الأرض في غضون مليوني سنة فقط، ويساوي احتمال حدوث ذلك خلال 108 إلى 109 عام 50% تقريبًا. من المحتمل أن يصطدم إروس بالأرض، وهو أكبر بنحو خمس مرات من الجرم الذي أنتج فوهة تشيكشولوب وأدى إلى انقراض الديناصورات.

### التسمية
سُمي إروس نسبةً لإله الحب اليوناني، إروس.

## ملتقي الكويكبات القريبة من الأرض شوميكر (نيير شوميكر)
زار مسبار نيير شوميكر إروس مرتين، أولًا خلال تحليق قريب عام 1998، ثم بعد الدخول في مدار حوله عام 2000 وتصوير سطحه على نطاق واسع. في 12 فبراير 2001، في نهاية مهمته، هبط المسبار على سطح الكويكب باستخدام محركات المناورة الخاصة به.
كانت هذه هي المرة الأولى التي تزور فيها مركبة فضائية كويكبًا قريبًا من الأرض.

## الخصائص الفيزيائية
تعتمد الجاذبية السطحية على المسافة بين الموقع السطحي ومركز كتلة الجرم المعني. تختلف جاذبية إروس السطحية اختلافًا كبيرًا نظرًا لشكله الممدود غير الكروي مثل الفول السوداني (أو على البطاطا أو الحذاء). يمكن أن تصل درجة حرارة خلال النهار على إروس إلى نحو 100 درجة مئوية (373 كلفن) عند نقطه الحضيض. بينما تهبط درجة الحرارة خلال الليل إلى نحو 150 درجة مئوية تحت الصفر (123 كلفن). تبلغ كثافة إروس 2.67 جرام/سنتيمتر مكعب، أي نفس كثافة قشرة الأرض تقريبًا. يدور إروس حول نفسه كل 5.27 ساعة.
اكتشف علماء مهمة نيير أن معظم الصخور الكبيرة المنتشرة على سطح إروس قد تناثرت من فوهة واحدة نتجت عن اصطدام حدث قبل مليار سنة تقريبًا. (اقتُرح تسمية الفوهة باسم شوميكر، لكن لم يُعترف بهذا الاسم من قبل الاتحاد الفلكي الدولي (آي إيه يو)، وقد سُميت رسميًا شارلوي ريجيو.) قد يكون هذا الحدث مسؤولًا أيضًا عن 40% من سطح التآكل الحالي في الفوهات التي يقل قطرها عن 0.5 كيلومتر. كان يُعتقد في الأصل أن الحطام الناتج عن التصادم قد ملئ الفوهات الأصغر. أشار تحليل لكثافات الفوهات إلى أن المناطق ذات كثافة الفوهات المنخفضة تقع على بعد 9 كيلومترات من نقطة التصادم. عُثر على بعض المناطق منخفضة الكثافة على الجانب المقابل من الكويكب ولكن في نطاق 9 كيلومترات أيضًا.
تشير نظرية إلى أن هناك موجات زلزالية تنتشر عبر الكويكب، والتي تهز الفوهات الصغيرة لتنهار مشكلةً أنقاض. نظرًا لأن شكل إروس غير منتظم، يمكن أن تكون المناطق الواقعة بين نقاط التقابل السطحي ونقطة التصادم في نطاق 9 كيلومترات من نقطة التصادم (على طول خط مستقيم يعبر الكويكب) على الرغم من أن بعض الأجزاء المتداخلة من السطح تبعد أكثر من 9 كيلومترات في خط مستقيم. يمكن تشبيه ذلك بالمسافة من المركز العلوي للكعكة إلى المركز السفلي مقارنة بالمسافة من المركز العلوي إلى نقطة على محيط الكعكة: المسافة من الأعلى إلى الأسفل هي أطول من المسافة مع الأعلى إلى المحيط عند قياسها على طول السطح ولكنها أقصر في خط مستقيم مباشر.
يُعتقد أن الضغط من نفس التصادم ولد فالق الدفع المُسمى هينكس دورسوم.
تشير البيانات المأخوذة لإروس بواسطة مسبار نيير في ديسمبر 1998 إلى أنه قد يحتوي على 20 مليار طن من الألمنيوم وكميات مماثلة من المعادن النادرة على الأرض، مثل الذهب والبلاتين.